# テン・イヤーズ・アフター・ファースト
『テン・イヤーズ・アフター・ファースト』（原題：Ten Years After）は、イングランドのロック・バンド、テン・イヤーズ・アフターが1967年に発表した初のスタジオ・アルバム。

## 背景
「ルージング・ザ・ドッグス」は、アルヴィン・リーと本作のエンジニアを務めたガス・ダッジョンの共作で、クレジットには明記されていないが、ダッジョンもタンバリンの演奏で参加している。「ドント・ウォント・ユー・ウーマン」はチック・チャーチルを除く3人による録音で、アルヴィン・リーはアコースティック・ギター、レオ・ライオンズはアップライト・ベースを演奏した。

## 反響・評価
セールス的には成功を収められず、全英アルバムチャートのトップ100入りを果たせなかった。Kris Needsは2017年、本作に10点満点中6点を付け「まだ初歩的だったリーのオリジナル曲と、サニー・ボーイ・ウィリアムソンの"Help Me"やウィリー・ディクスンの"Spoonful"などの物悲しいブルースが混在している」と評している。

## 収録曲
特記なき楽曲はアルヴィン・リー作。
1. アイ・ウォント・トゥ・ノウ - "I Want to Know" (Sheila McLeod) - 2:11
2. 泣きたい心 - "I Can't Keep from Crying, Sometimes" (Al Kooper) - 5:24
3. 若者の冒険 - "Adventures of a Young Organ" (Alvin Lee, Chick Churchill) - 2:34
4. スプーンフル - "Spoonful" (Willie Dixon) - 6:05
5. ルージング・ザ・ドッグス - "Losing the Dogs" (A. Lee, Gus Dudgeon) - 3:03
6. フィール・イット・フォー・ミー - "Feel It for Me" - 2:40
7. 死ぬまでの愛 - "Love Until I Die" - 2:06
8. ドント・ウォント・ユー・ウーマン - "Don't Want You Woman" - 2:36
9. ヘルプ・ミー - "Help Me" (Sonny Boy Williamson, W. Dixon, Ralph Bass) - 9:51

### 2002年リマスターCDボーナス・トラック
1. ポータブル・ピープル（モノ・シングル・ヴァージョン） - "Portable People" - 2:17
2. ザ・サウンズ（モノ・シングル・ヴァージョン） - "The Sounds" - 4:29
3. ロック・ユア・ママ - "Rock Your Mama" - 3:00
4. スパイダー・イン・マイ・ウェブ - "Spider in My Web" - 7:13
5. ホールド・ミー・タイト - "Hold Me Tight" - 2:18
6. ウッドチョッパーズ・ボール - "Woodchoppers Ball" (Joe Bishop, Woody Herman) - 7:44

## 参加ミュージシャン
- アルヴィン・リー - ボーカル、ギター
- チック・チャーチル - ハモンドオルガン、ピアノ
- レオ・ライオンズ - ベース
- リック・リー - ドラムス